# Melissa and Joey
Melissa and Joey est une sitcom américaine en 104 épisodes de 22 minutes créée par David Kendall et Bob Young, et diffusée entre le 17 août 2010 et le 5 août 2015 sur ABC Family. Au Canada, la première saison est diffusée depuis le 16 janvier 2012 sur CMT Canada, puis depuis le 26 mars 2012 sur ABC Spark.
Cette série est inédite dans tous les pays francophones.

## Synopsis
La politique est une histoire de famille pour Mel Burke : son père était un homme politique, et elle-même est devenue élue locale. Lorsqu'un scandale éclabousse sa sœur et son beau-frère, Mel se voit dans l'obligation d'offrir un toit à sa nièce Lennox et à son neveu Ryder. Ayant du mal à faire face à cette situation, Mel engage Joe Longo, justement ruiné par le père de Lennox et Ryder, pour s'occuper d'eux…

## Distribution

### Acteurs principaux
- Melissa Joan Hart : Melanie « Mel » Alison Burke
- Joey Lawrence : Joseph « Joe » Paul Longo
- Taylor Spreitler : Lennox Elizabeth Scanlon
- Nick Robinson : Ryder Scanlon

### Acteurs secondaires
- Elizabeth Ho : Rhonda Cheng (saison 1, épisodes 1 à 6)
- Christopher Rich : Russell Burke (8 épisodes)
- Lucy DeVito : Stephanie Krause (saisons 1 et 2, 16 épisodes)
- Rachel G. Fox : Holly Reback (saisons 1 et 2, 7 épisodes)
- Scott Michael Foster : George Karpelos Jr.[3] (saison 1, épisodes 21 à 23)
- Sterling Knight : Zander Carlson (saisons 3 et 4, 32 épisodes)
- Trevor Donovan : Austin (saison 3, 6 épisodes)
- Faith Prince (en) : Gloria (saison 3, 7 épisodes)
- Marissa Jaret Winokur : Theresa (saison 3, épisodes 14 et 15, 35 à 37)
- Doris Roberts : Sofia (saison 3, épisodes 14, 15 et 30)
- Yvette Nicole Brown : Calista[4] (saison 3, épisode 27)
- Elisa Donovan : Darcey[5] (saison 3, épisode 28)
- David Lascher : Charlie[5] (saison 3, épisodes 28, 35 et 36)
- Beth Broderick : Dr Ellen Radler[6] (saison 3 épisode 31 et saison 4 épisode 1)
- Tim Conway : Rev. Matthews[7] (saison 3, épisode 33)
- Brooke Burke-Charvet : Felicia Mancini[7] (saison 3 épisodes 36 et 37 et saison 4 épisode 11)
- Jada Facer (en) : Dani Mancini (saisons 3 et 4, 10 épisodes)
- Greer Grammer : McKenna Cederstrom[8] (saison 4 épisodes 14 à 16)

## Production
À la fin septembre 2009, ABC Family commande un pilote du projet de Melissa Joan Hart et Joey Lawrence.
En décembre 2009, Tracey Fairaway décroche le rôle de Lennox et Nick Robinson, celui de Ryder Scanlon.
À la fin janvier 2010, dix épisodes sont commandés. En plus des douze épisodes produits, 18 épisodes supplémentaires sont commandés pour la première saison en octobre 2010.

## Épisodes

### Première saison (2010-2011)
1. Titre français inconnu (Pilot)
2. Titre français inconnu (Moving On)
3. Titre français inconnu (Nanny Love)
4. Titre français inconnu (Boy Toys 'R' Us)
5. Titre français inconnu (The Perfect Storm)
6. Titre français inconnu (Spies & Lies)
7. Titre français inconnu (Up Close & Personal)
8. Titre français inconnu (Dancing With The Stars Of Toledo)
9. Titre français inconnu (Seoul Man)
10. Titre français inconnu (In Lennox We Trust)
11. Titre français inconnu (A Fright In The Attic)
12. Titre français inconnu (Joe Knows)
13. Titre français inconnu (Enemies with Benefits)
14. Titre français inconnu (Don't Train on My Parade)
15. Titre français inconnu (Lost in Translation)
16. Titre français inconnu (Joe Versus the Reunion)
17. Titre français inconnu (Toledo's Top Model)
18. Titre français inconnu (The Mel Word)
19. Titre français inconnu (Auction Hero)
20. Titre français inconnu (Waiting For Mr.Right)
21. Titre français inconnu (Young Love)
22. Titre français inconnu (Mel & Joe's Anniversary)
23. Titre français inconnu (Going The Distance ?)
24. Titre français inconnu (All Politics Is Local)
25. Titre français inconnu (The Other Longo)
26. Titre français inconnu (Teacher/Teacher)
27. Titre français inconnu (Play Ball)
28. Titre français inconnu (A House Divided)
29. Titre français inconnu (Do I Say, Not As I Did)
30. Titre français inconnu (The Settlement)

### Deuxième saison (2012)
Le 11 juillet 2011, ABC Family renouvelle la série pour une deuxième saison de quinze épisodes dont la diffusion débute le 30 mai 2012.
1. Titre français inconnu (I Can Manage)
2. Titre français inconnu (If You Can't Stand the Heat)
3. Titre français inconnu (Good to Go)
4. Titre français inconnu (All Up in My Business)
5. Titre français inconnu (The Knockout)
6. Titre français inconnu (Breaking Up is Hard to Do)
7. Titre français inconnu (Mixed Doubles)
8. Titre français inconnu (The Donor)
9. Titre français inconnu (Eat, Pray, Date)
10. Titre français inconnu (Pretty Big Liars)
11. Titre français inconnu (A Pair of Sneaker)
12. Titre français inconnu (Mother of All Problems)
13. Titre français inconnu (Wherefore Art Thou Lennox)
14. Titre français inconnu (From Russia With Love)
15. Titre français inconnu (Mel Marries Joe)

### Troisième saison (2013-2014)
Le 17 août 2012, ABC Family a renouvelé la série pour une troisième saison, diffusée depuis le 29 mai 2013. Le 28 mai 2013, ABC Family commande vingt épisodes supplémentaires amenant la saison à 36 épisodes.
1. Titre français inconnu (Works for Me)
2. Titre français inconnu (Toxic Parents)
3. Titre français inconnu (Inside Job)
4. Titre français inconnu (Can't Hardly Wait)
5. Titre français inconnu (Oh Brother)
6. Titre français inconnu (The Truth Hurts)
7. Titre français inconnu (The Unkindest Cut)
8. Titre français inconnu (The Unfriending)
9. Titre français inconnu (Something Happened)
10. Titre français inconnu (Family Feud / Good Morning Toledo)
11. Titre français inconnu (Fast Times)
12. Titre français inconnu (Bad Influence)
13. Titre français inconnu (Teach Your Children)
14. Titre français inconnu (What Happens in Jersey... (Part 1))
15. Titre français inconnu (What Happens in Jersey... (Part 2))
16. Titre français inconnu (A New Kind of Christmas)
17. Titre français inconnu (A Decent Proposal)
18. Titre français inconnu (Independence Day)
19. Titre français inconnu (The New Deal)
20. Titre français inconnu (Feel the Burn)
21. Titre français inconnu (Plus One)
22. Titre français inconnu (House Broken)
23. Titre français inconnu (Couples Therapy)
24. Titre français inconnu (To Tell The Truth)
25. Titre français inconnu (My Roof, My Rules)
26. Titre français inconnu (Chaperones)
27. Titre français inconnu (I'll Cut You)
28. Titre français inconnu (Catch and Release)
29. Titre français inconnu (Born To Run)
30. Titre français inconnu (More Than Roommates)
31. Titre français inconnu (Accidents Will Happen)
32. Titre français inconnu (Right Time, Right Place)
33. Titre français inconnu (Don't Look Back in Anger)
34. Titre français inconnu (Uninvited)
35. Titre français inconnu (You're the One That I Want)
36. Titre français inconnu (Maybe I'm Amazed)
37. Titre français inconnu (At Last)

### Quatrième saison (2014-2015)
Le 28 mai 2013, avant la diffusion de la troisième saison, ABC Family commande une quatrième et dernière saison composée de 22 épisodes, diffusée depuis le 22 octobre 2014.
1. titre français inconnu (Witch Came First)
2. titre français inconnu (A Melanie & Josiah Christmas)
3. titre français inconnu (The Honeymooners)
4. titre français inconnu (The Day After)
5. titre français inconnu (Let's Get It Started)
6. titre français inconnu (Failure to Communicate)
7. titre français inconnu (Thanks But No Thanks)
8. titre français inconnu (Face The Music)
9. titre français inconnu (Being There)
10. titre français inconnu (Parental Guidance)
11. titre français inconnu (Gone Girl)
12. titre français inconnu (You Say You Want an Ovulation)
13. titre français inconnu (Call Of Duty)
14. titre français inconnu (You Little Devil)
15. titre français inconnu (The Book Club)
16. titre français inconnu (The Early Shift)
17. titre français inconnu (The Parent Trap)
18. titre français inconnu (Melissa & Joey's Frozen)
19. titre français inconnu (Put A Ring On It)
20. titre français inconnu (Game Night)
21. titre français inconnu (Be The Bigger Person)
22. titre français inconnu (Double Happiness)

## Personnages

### Personnages principaux
Melanie « Mel » Alison Burke
Mel est conseillère municipale à Toledo, Ohio. Pendant son adolescence, elle fut une adolescente assez turbulente, ne cessant de sortir faire la fête et commettre quelques erreurs de jeunesse. Quelque peu irresponsable à l'époque, elle doit maintenant s'occuper de sa nièce et son neveu après que leur mère a été arrêtée pour blanchiment d'argent.
Joseph « Joe » Paul Longo
Joe est un ancien conseiller financier, qui a vécu dans sa voiture pendant un divorce avec son ex-femme. Voyant que Mel a besoin d'aide pour s'occuper sa nièce et neveu, il a consenti à être engagé comme "nounou" pour aider Mel et donner des conseils aux enfants. Il est né dans un hôpital d'armée de terre des États-Unis à Uijeongbu, en Corée du Sud et s'est cabré au New Jersey.
Lennox Elizabeth Scanlon
Lennox est une adolescente libre, pleine de vie, qui n'est pas tellement ravie de vivre avec sa tante Mel, toutes deux n'étant pas souvent d'accord. Mais elles s'apprécient toutefois mutuellement, finalement. Comme beaucoup d'adolescentes de son âge, ses principaux soucis sont de trouver un petit ami et d'être suffisamment populaire au lycée. Elle est l'une des nombreuses rédactrices en chef du journal de son lycée, tient un blog populaire et a même créé une miniweb série animée avec son frère Ryder et son ex petit ami Zander.
Ryder Scanlon
Ryder est le neveu de Mel et le plus jeune dans le ménage. Il est plus jeune que Lennox de quelques années. Comme beaucoup d'adolescents à son âge, il aime jouer au basket.

### Personnages secondaires
Rhonda Cheng
C'est la porte-parole de Mel, gérant notamment son rapport avec la presse. Elle est également l'amie de Mel, faisant preuve d'un dévouement et d'une loyauté à tous égards.
Stephanie Krause
La nouvelle assistante législative de Mel est aussi une ancienne stagiaire. Elle apparaît dans la série à partir de l'épisode 07. Hyperactive, et faisant preuve de la même loyauté que Rhonda, Stephanie s'occupe de gérer l'agenda de Mel.
Tiffany Longo
C'est l'ex-femme de Joe.
Holly Rebeck
Petite-amie de Ryder qui est très manipulatrice et jalouse.
George Karpelos Jr.
C'est le petit-ami de Mel. Il a 24 ans. C'est un entrepreneur qui aime faire du vélo.
Russell Burke
Père de Mel. C'est un sénateur. Il a quitté sa femme, Monica, pour une jeune femme de 28 ans.
Zander Carlson
C'est le petit-ami de Lennox. Il est artiste et ont même créé ensemble une web série. Lennox écrit le scénario et Zander fait les dessins. Ils passent leur temps à se séparer et se remettre ensemble, c'est le petit-copain de Lennox qu'on a le plus vu dans la série.
Dani Mancini
Fille perdue depuis longtemps de Joey qui a été révélée à la fin de la saison trois.

## Commentaires
Melissa Joan Hart, l'interprète de Mel Burke, est surtout célèbre pour avoir interprété durant 7 saisons le rôle de Sabrina Spellman, dans la sitcom Sabrina, l'apprentie sorcière. D'ailleurs un clin d’œil à cette série y est évoqué dans un épisode ou Mel et Joey font halloween. Du coup, l'un des intérêts de Melissa & Joey est de retrouver à nouveau cette actrice dans une autre sitcom, dans un rôle régulier.
C'est la seconde fois que Melissa Joan Hart et Joey Lawrence jouent ensemble, en effet le téléfilm Mariage en blanc (My Fake Fiancé) marquait leur première rencontre en 2010.
Les deux stars ont également participé à Dancing with the Stars, Joey Lawrence participa à la 3e saison et finira troisième avec sa partenaire Edyta Sliwinska. Quant à Melissa Joan Hart elle participa à la 9e saison et sera éliminée de la compétition lors de la 7e semaine avec son partenaire Mark Ballas.